# Línea 61 (Córdoba)
La Línea 61 es una línea de transporte urbano de pasajeros de la ciudad de Córdoba, Argentina. El servicio está actualmente operado por la empresa Coniferal.
Anteriormente el servicio de la línea 61 era denominada como C1 desde 2002 por la empresa Coniferal, hasta que el 1 de marzo de 2014, por la implementación del nuevo sistema de transporte público, el C1 se fusiona como 61 operada por la misma empresa.

## Recorrido
Servicio diurno y nocturno.
IDA: Costa Rica antes de Jesus Maria- por Costa Rica- hace la ese- Panamá- (a la izquierda) Los Mártires- (a la derecha) Sinsacate- N. Zelanda - Bio  Bio - 25  de  Mayo – Machado - G. Guemes - R. Dominicana – Juan Jose Paso -  Asunción - Vespucio - San Nicolás - D. Luque - Sarmiento - Hto Primo - Gral Paz - V. Sarsfield – Achaval Rodriguez - M.T.Alvear -  J. A. Roca - E. Gonzalez - Fuencarral - La Pampa - Venus - E. Achaval - Hace la ese- Kronfus- Cruza la Cañada - Kronfus - Jose Baca- Carlos Luna - D. Irala – Tronador – Guayama  - Aconquija - L. Ibacla -  Río Negro - Rotonda (INICIA VUELTA REDONDA)Regreso
REGRESO: (INICIA VUELTA REDONDA) Rotonda - Cruza FFCC  – San Antonio – Ingreso a B° Manantiales – giro a la izquierda en calle Carlos Brogin – giro a la derecha Avenida Publica (puente) – luego a la derecha calle Publica – San Antonio - Río Negro - V. Moyano - H Martinez - Tafi - Cacheuta - Huiliches - Rio negro - Pasa Puente del Canal - a la derecha por Dirk Kloosterman - Carlos Coto- Miguel Palacios -  Raul Ferreyra (paralelo a las vías) - a la izquierda por Dirk Kloosterman - Río Negro - Huiliches - Cacheuta - Tafi - H. Martinez - Novillo Martinez - Río Negro - Cruza FFCC - (FIN VUELTA REDONDA)- Río Negro - L. Ibacla - Tronador- Guayama- Río Negro - Domingo Irala-Carlos Luna - Jose Baca- Kronfus - Cruza la Cañada -Kronfus- hace la ese- E. Achaval - Martin Ferregra - A. Dumas - Alcala - E. Gonzalez - J. A. Roca -cruza Cañada - J. A. Roca- Peredo - Belgrano - Tucuman - Av. Colon - Av. Olmos -  24 de Septiembre - Felix Frias - La Plata - Zuviria - Copiapo - Hace la ese- Copiapo- R. de Santa Fe - Int. Avalos - R. de Santa Fe - Sandino - Panama - Caroya - Germania- Sierra Grande- Costa Rica antes de J. Maria.